# Trąbka kłaczkowata

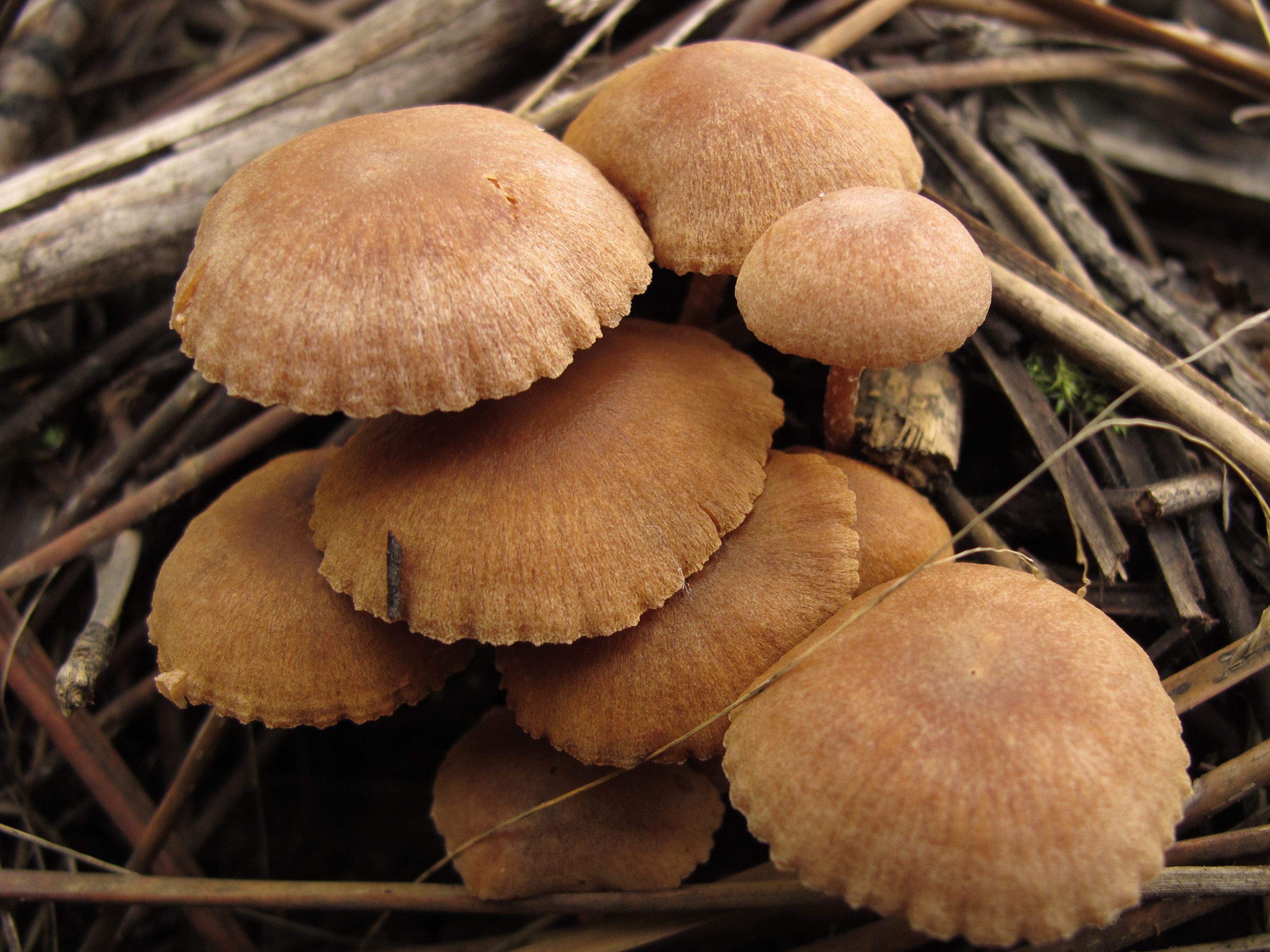

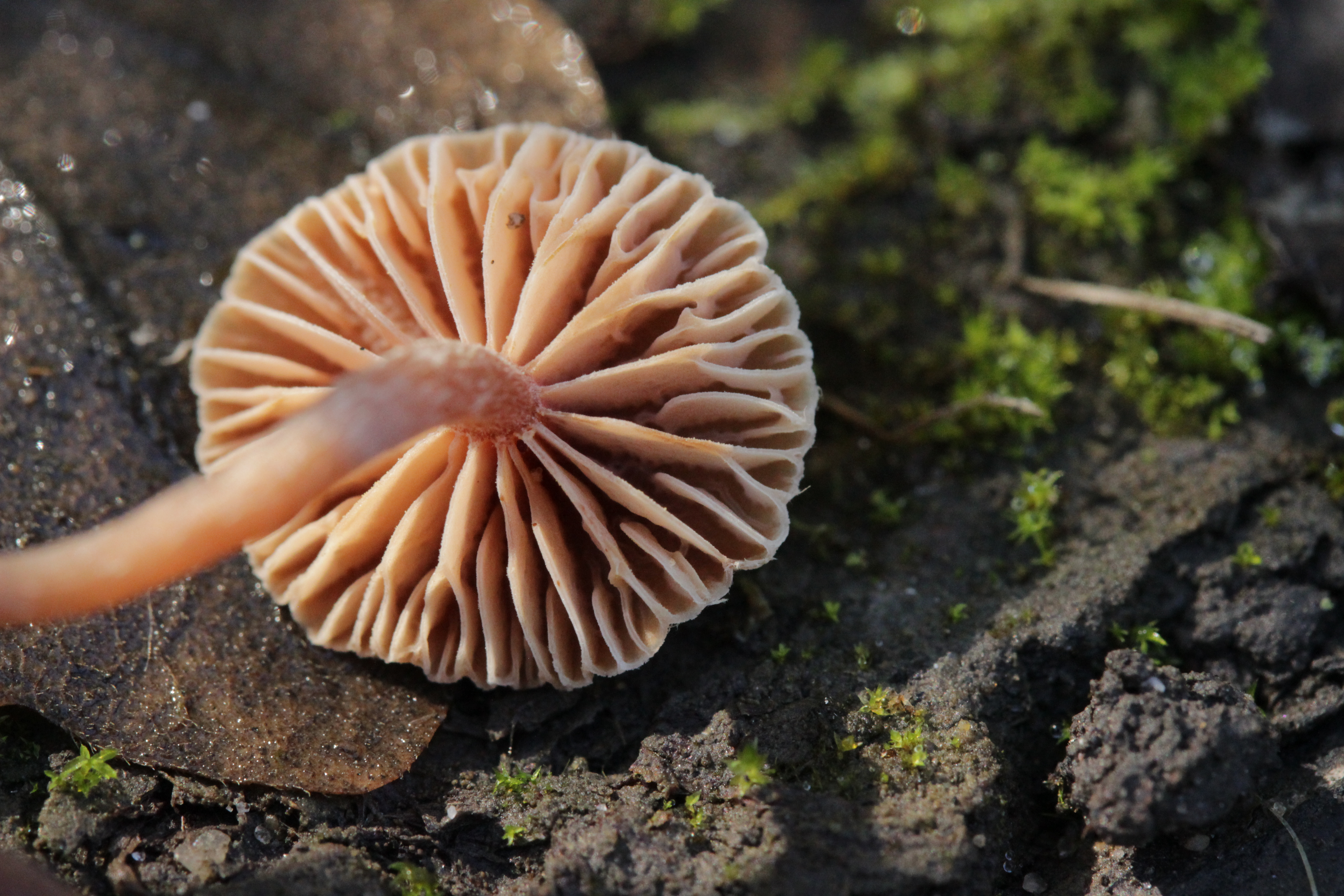

Trąbka kłaczkowata (Tubaria conspersa (Pers.) Fayod) – gatunek grzybów należący do rodziny Tubariaceae.

## Systematyka i nazewnictwo
Pozycja w klasyfikacji według Index Fungorum: Tubaria, Tubariaceae, Agaricales, Agaricomycetidae, Agaricomycetes, Agaricomycotina, Basidiomycota, Fungi.
Po raz pierwszy zdiagnozował go Christiaan Hendrik Persoon w 1800 r., nadając mu nazwę Agaricus conspersus. Obecną, uznaną przez Index Fungorum nazwę nadał mu Victor Fayod w 1889 r.
Synonimy:
- Agaricus conspersus Pers. 1800
- Agaricus conspersus var. ochraceus Alb. & Schwein. 1805
- Hylophila conspersa (Pers.) Quél. 1886
- Inocybe conspersa (Pers.) Roze 1876
- Naucoria conspersa (Pers.) P. Kumm. 1871
- Tubaria conspersa var. brevis Romagn. 1940

Nazwę polską zaproponował Władysław Wojewoda w 2003 roku.

## Morfologia
Kapelusz
Średnica 8–25 mm, początkowo półkulisty, potem słabo wypukły, czasami z niewielkim wgłębieniem na środku. Brzeg początkowo podgięty, potem prosty, w końcu lekko wzniesiony, niewyraźnie prążkowany, czasem ze zwisającymi kłaczkami. Jest higrofaniczny. W stanie wilgotnym jaskrawo-cynamonowo-brązowy, w stanie suchym ochrowy lub szaroochrowy. Powierzchnia początkowo delikatnie pilśniowata, potem łuseczkowata.
Blaszki
Przyrośnięte i nieco zbiegające, szerokie, rzadkie, jasno cynamonowo-brązowe.
Trzon
Wysokość 2–3,5 cm, grubość 1,5–3 mm, cylindryczny, czasami zgrubiały przy podstawie. Powierzchnia naga z nielicznymi łuseczkami, u podstawy z białymi strzępkami grzybni.
Miąższ
Bardzo cienki, elastyczny, białawo-ochrowo-brązowy, w kapeluszu mięsisty, w trzonie włóknisty. Nie zmienia barwy po uszkodzeniu. Smak łagodny, zapach grzybowy, słaby.
Cechy mikroskopowe
Wysyp zarodników ochrowo-brązowy. Cheilocystydy o kształcie od cylindrycznego do maczugowatego, silnie wydłużone, czasami nieregularnie powyginane.

## Występowanie
Znane jest występowanie trąbki kłaczkowatej w Ameryce Północnej i w Europie. W Europie jest szeroko rozprzestrzeniona. W piśmiennictwie naukowym na terenie Polski do 2003 r. podano liczne stanowiska. Liczne stanowiska podaje także internetowy atlas grzybów. Jest w nim opisana jako gatunek pospolity, niemniej jednak umieszczono ją na liście gatunków zagrożonych i wartych objęcia ochroną.
Saprotrof. Występuje na ziemi w lasach liściastych i mieszanych. Owocniki pojawiają się zazwyczaj od września do listopada.